# Faculté de droit, de sciences politiques et de gestion de Strasbourg
 (novembre 2022).
Si vous disposez d'ouvrages ou d'articles de référence ou si vous connaissez des sites web de qualité traitant du thème abordé ici, merci de compléter l'article en donnant les références utiles à sa vérifiabilité et en les liant à la section « Notes et références ».
Ne doit pas être confondu avec Faculté de droit de Strasbourg.
Pour les articles homonymes, voir Faculté de droit.
La faculté de droit, de sciences politiques et de gestion de Strasbourg est l'UFR de droit de l'université de Strasbourg, faisant partie, avant la fusion des universités strasbourgeoises, de l'université Robert-Schuman. Elle est située sur le campus central.

## Histoire

### Période moderne
L’origine de la faculté de droit remonte à la Haute-École, fondée en 1538, qui dispense des cours de droit au sein d’un cycle d’études supérieures. Cette activité d’enseignement se poursuit lorsque l’école devient l’Académie de Strasbourg en 1566, puis université protestante en 1621. Ces institutions disposent alors d’un quasi-monopole de fait, l’université épiscopale catholique concurrente n’enseignant que le droit canonique.

### De la Révolution à la conquête allemande
Bien que les universités soient théoriquement supprimées à la Révolution, la faculté de droit protestante ne cesse en pratique pas son activité, même si l’école centrale dispose d’un professeur de législation à partir de 1794. La faculté poursuit son existence à partir de 1804 sous le nom d’École spéciale de droit. Cette école est finalement reconvertie en faculté par le décret organique de l’Université du 17 mars 1808. Elle est alors dotée de cinq chaires. Sa trajectoire générale jusqu’en 1870 est proche celle des autres facultés de droit françaises du fait de la volonté d’uniformisation et de centralisation de l’administration et de l’enseignement issue de la Révolution et du Premier Empire. Plusieurs traits distinctifs émergent toutefois à cette période, liés à l’histoire antérieure de la faculté.
Ainsi, une importance particulière est donnée à Strasbourg à l’histoire du droit, une tradition remontant à Jean Henri Boecler et Johann Schilter. Le droit allemand fait également l’objet d’un vif intérêt, le projet d’enseigner droit français et allemand étant même un temps évoqué avant de devoir être abandonné, le volume d’heures d’enseignement suffisant déjà à peine pour étudier convenablement le droit français. Autre tradition strasbourgeoise depuis le XVIIIe siècle, le droit des gens est réintroduit en 1815 et une chaire dédiée est créée en 1829. Celle-ci attire de nombreux étudiants français et étrangers se destinant à des carrières dans la diplomatie. Les questions sociales font également l’objet de davantage d’attentions que dans le reste de la France. De manière générale, la faculté déroge assez souvent au cadre national, que ce soit dans les méthodes de recrutement ou en ce qui concerne les programmes.

### La faculté dans l’université allemande
L’intégration de l’Alsace dans l’Empire allemand à la suite de la guerre franco-allemande de 1870 marque une rupture. L’université française disparaît et est remplacé par l’université impériale allemande, créée le 28 avril 1872. Le droit y est enseigné au sein de la faculté des sciences juridiques et politiques (Juristische und staatswissenschaftliche Facultät), inaugurée le 1er mai 1872. Presque tous les enseignants optent pour la France et quittent Strasbourg. Les enseignants allemands sont sélectionnés en partie sur des critères politiques : ils doivent incarner « l’esprit allemand ».
Les débuts sont difficiles du fait de l’hostilité d’une partie de la population et pendant plusieurs décennies les étudiants sont essentiellement allemands — l’université desservant également le pays de Bade — avant que la part d’Alsaciens et de Lorrains devienne majoritaire à partir du début du XXe siècle. La Première Guerre mondiale entraîne le déclin de la faculté, la plupart des étudiants et une partie des professeurs étant mobilisés. Les cours se poursuivent néanmoins jusqu’au 2 décembre 1918, avant la fermeture de l’université le 7 décembre.

### La faculté dans l’université française
Le mouvement inverse à 1870 se produit lorsque les Français reprennent l’Alsace à l’issue de la Première Guerre mondiale. Les Français aspirent à créer une université française modèle autour de professeurs provenant presque exclusivement de France. Il ne s’agit ainsi pas d’un retour à la situation d’avant 1870 : alors qu’à cette époque la faculté cultivait ses spécificités locales, après 1918 la ligne directrice est celle d’une francisation totale.
La faculté de droit rouvre en janvier 1919 d’abord avec des professeurs détachés d’autres universités avant que les nominations définitives n’interviennent en novembre. Leur rôle ne se limite pas uniquement à l’enseignement, nombre d’entre eux étant également chargé d’organiser l’imposition du droit français en Alsace-Moselle. La faculté gère en outre une école d’administration chargée de former les fonctionnaires de l’administration locale.

### La faculté pendant la Seconde Guerre mondiale
En septembre 1939, la faculté est évacuée avec l’université à Clermont-Ferrand. Après l’armistice du 22 juin 1940 et l’annexion de fait de l’Alsace-Moselle par le Troisième Reich, il existe deux facultés : la faculté française poursuit ses cours au sein de l’université repliée à Clermont-Ferrand, tandis que l’occupant créé le 23 novembre 1941 à Strasbourg la Rechts und Staatswissenschaftliche Fakultät, partie de la Reichuniversität national-socialiste.

### Après 1945
L’université française retrouve ses locaux strasbourgeois à la rentrée d’octobre 1945.
Au cours des années 1960 la faculté s'installe sur le nouveau campus strasbourgeois de l'Esplanade. À la suite de la loi Faure du 10 octobre 1968, l'université de Strasbourg est, en 1971, scindée en trois nouvelles institutions (université Strasbourg-I, université Strasbourg-II, université Strasbourg-III). La faculté de droit étant rattachée à l'université Strasbourg-III qui prendra le nom, plus tard d'université Robert-Schuman.
En 2009, à la suite de la fusion des trois universités strasbourgeoises, la faculté de droit devient une composante de l'université de Strasbourg, recréée le 1er janvier 2009.

## Enseignements

### 1804-1870
Le décret du 21 septembre 1804 créé cinq chaires : droit romain, législation criminelle et procédure civile et trois de Code civil. Une seconde chaire de droit romain est créée en 1853. À côté de ces disciplines classique, l’enseignement de la faculté strasbourgeoise se distingue dans la première moitié du XIXe siècle par un nombre non négligeable de cours supplémentaires, dits cours « gratuits », « volontaires » ou encore « bénévoles ».
Ces cours supplémentaires sont souvent soutenus par la société civile locale, qui fait pression pour l’introduction de nouvelles matières d’ordre plus pratique. Le droit des gens, enseigné dès le début de la Restauration, se voit doter d’une chaire propre par ordonnance du 26 mars 1829. Néanmoins, la révolution de 1830 entraîne le déclin de cette discipline à partir de cette date et la chaire est supprimée en 1867. La chaire de droit commercial, très demandée par les industriels de la région, est créée le 9 mai 1830 et la chaire de droit administratif en 1837. En outre, bien que le projet de créer une chaire de droit allemand n’aboutit pas, des cours de droit public germanique est intégré au programme des chaires de Code civil.

### XXIesiècle
- Capacité en droit
- Licence
- Licence professionnelle
- Magistère JAFA : Magistère Juristes d’Affaires Franco-Allemands
- Double maîtrise franco-anglaise
- Master 1
- Master 2
- Diplômes d'université : Pollutions et nuisances et Terminologie juridique anglaise ou allemande
- Examen d'entrée à l'École régionale des avocats du Grand Est (ERAGE), et préparation à cet examen
- Préparation aux concours : 
  - École nationale de la magistrature (ENM),
  - École nationale supérieure de la Police (ENSP - concours de commissaire de police)
  - Académie militaire de la Gendarmerie nationale (AMGN)
  - Centre de formation professionnelle notariale (CFPN)

## Disposition

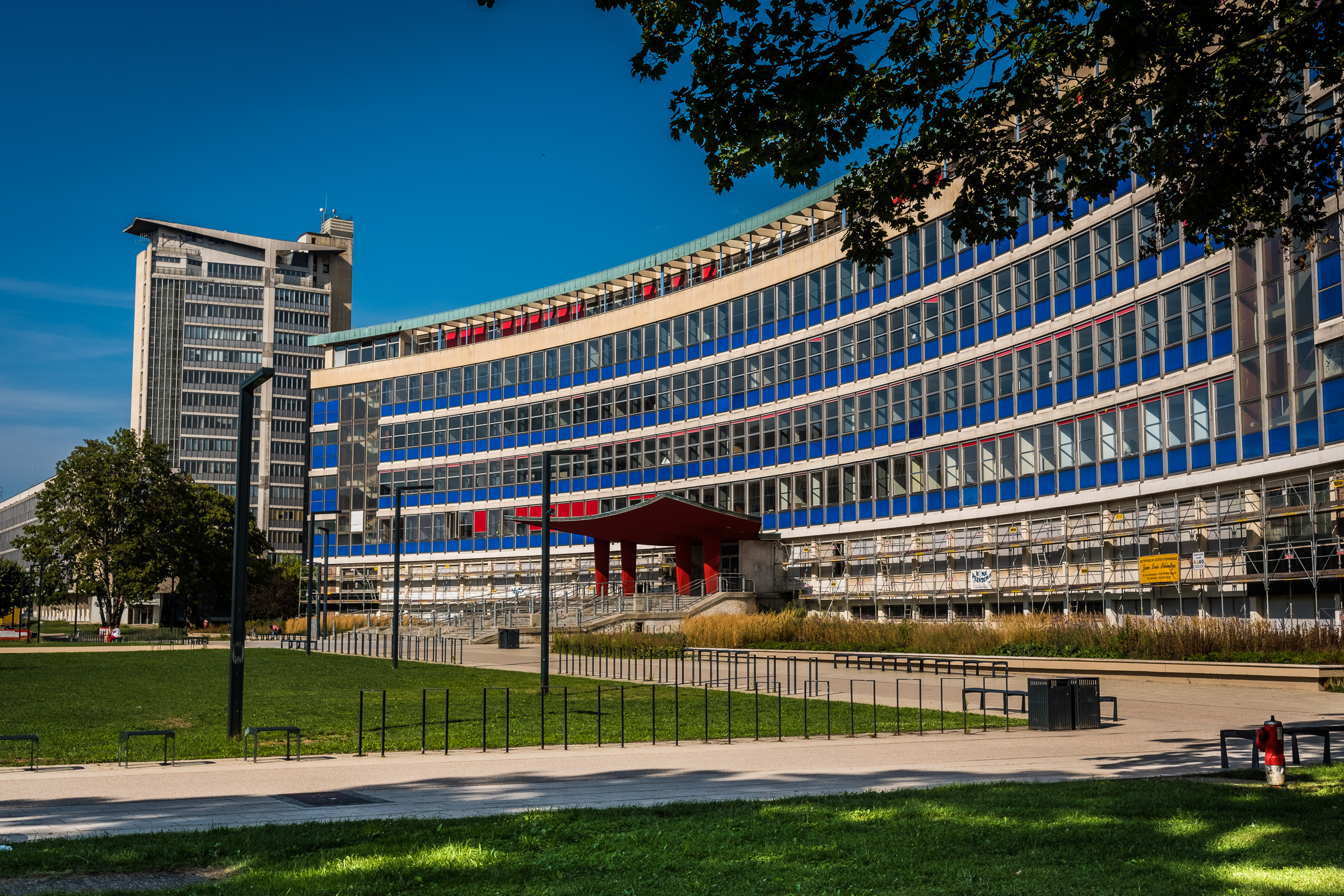
Bâtiment principal de la faculté.

La faculté dispose de divers bâtiments sur le campus de l'Esplanade de l'université :
- Faculté de droit (bâtiment principal sis place d'Athènes) : vue du dessus, la forme de ce bâtiment construit en 1962 par Roger Hummel rappelle celle d'une balance. Ce bâtiment a été inscrit aux monuments historiques en 2005[18] et labellisé « Patrimoine du XXe siècle ». Il dispose de quatre amphithéâtres permettant de dispenser les cours aux étudiants. Ceux-ci sont désignés d'après les noms d'illustres professeurs de la faculté : Carré de Malberg, Aubry et Rau, Eisenmann et Bischoff. On trouve également dans les ailes Nord et Sud de ce bâtiment des salles de taille plus réduite pour les travaux dirigés. Le cabinet du doyen, les services administratifs de la faculté ainsi qu'une bibliothèque sont aussi situés dans ce bâtiment. L'Association des Etudiants en Droit (AED) et l'association MediaDroit y disposent de locaux.
- Escarpe : ce bâtiment est situé à l'opposé du bâtiment principal sur le Campus central de Strasbourg. Il comprend des amphithéâtres où sont dispensés certains cours ainsi que la bibliothèque de recherche juridique.
- Platane : ce bâtiment en préfabriqué tire son nom du platane de grande taille à côté duquel il a été construit. Des séances de travaux dirigés y sont dispensées. L'arbre a été abattu en 2021 et le bâtiment devrait être détruit en 2022 pour laisser la place au nouveau centre sportif universitaire.
- Athéna : ce bâtiment tire son nom de la place d'Athènes voisine. Il ne comprend qu'un amphithéâtre.

La bibliothèque l'Alinéa, également connue sous son ancien nom « Bibliothèque U2-U3 » n'est pas rattachée à la faculté de droit mais comprend une grande collection d'ouvrages juridiques ainsi que de nombreuses places de lectures et salles de travail en groupe.

## Enseignants

### 1804-1870
Les premiers professeurs nommés après la Révolution s’inscrivent en majorité dans l’héritage de l’ancienne université : ils sont protestants, d’origine alsacienne et ont souvent fait des études en Allemagne. En théorie, le règlement impose que les chaires soient pourvues au concours, comme c’est le cas dans le reste de la France. En pratique, l’administration universitaire, invoquant les spécificités locales, s’en dispense régulièrement pendant la Restauration. Les préfets ne contestent généralement pas ces entorses aux règles et en profitent pour peser dans les choix, notamment en imposant l’équilibre entre les enseignants catholiques et protestants. Les cours sont essentiellement assurés par les titulaires des chaires, mais les professeurs suppléants jouent également un rôle non négligeable. Ceux-ci restent toutefois généralement en poste moins longtemps.
Parmi les principaux professeurs de cette période, Georges Daniel Arnold, deuxième titulaire de la chaire de droit romain de 1811 à 1829, enseigne également le droit commercial, le droit diplomatique et l’histoire du droit. Jean-Frédéric Hermann, titulaire de la première chaire de Code civil, est directeur puis doyen de la faculté jusqu’en 1820. Comme ce dernier, Charles-Henri Kern, deuxième titulaire de la deuxième chaire de Code civil, est aussi très impliqué dans la vie politique ; il est également doyen de 1829 à 1831. Il en est de même pour Jacques Rauter, titulaire de la chaire de procédure civile et de législation criminelle à partir de 1825 et doyen à partir de 1837 jusqu’à sa démission en 1851, ainsi que pour Georges-Frédéric Schützenberger, titulaire de la chaire de droit administratif de 1837 à 1859.